# The Criminal Code
The Criminal Code és una pel·lícula romàntica dramàtica criminal pre-Codi estatunidenca del 1931 dirigida per Howard Hawks i protagonitzada per Walter Huston i Phillips Holmes. El guió, basat en una obra de teatre homònima de Martin Flavin de 1929, va ser escrit per Fred Niblo Jr. i Seton I. Miller, que van ser nominats al Millor adaptació als Premis Oscar de 1931, però el premi va ser per a Howard Estabrook per Cimarron.
La pel·lícula és la primera de les tres adaptacions cinematogràfiques de l'obra estrenada per Columbia Pictures. El van seguir Penitentiary (1938) i Convicted (1950).

## Trama
Sis anys de treballs forçats al molí de jute de la presó han passat factura al jove Graham, condemnat per homicidi involuntari després d'una baralla d'embriaguesa. El metge i psiquiatra del centre penitenciari recomana que se li ofereixi un canvi de funcions abans que el dany psicològic sigui irreversible. Quan el vigilant recorda que va ser ell, com a fiscal del districte, qui l'ha ajudat a posar-lo entre reixes, el converteix en el seu assistent. A Graham li agrada el canvi, especialment la companyia de la petita filla del guardià, Mary.
Un dels companys de cel·la de Graham intenta escapar amb dos més, però un és un informant i, sense voler, revela el pla. Els guàrdies maten a trets un fugitiu. Ned Galloway, l'altre company de cel·la de Graham, es compromet a venjar aquesta mort, planejant assassinar l'informador i advertint a Graham que es mantingui allunyat d'ell. Tanmateix, Graham entra en el crim. Tot i trobar-lo amb el cos, el guardià creu que Graham no és l'assassí, però sap qui és. Prometent-li llibertat condicional, el vigilant demana el nom de l'assassí. En Graham es manté lleial al Codi de silenci del presoner, així que el guardià l'envia "al forat", amb l'esperança que canviï d'opinió.
La Mary torna d'un viatge i es sorprèn quan descobreix que Graham ha estat castigat. Ella proclama el seu amor per ell i demana el seu alliberament. El guardià promet fer-ho, però mentrestant el capità Gleason pressiona en Graham perquè confessi. Galloway agraeix que en Graham s'hagi mantingut fidel i s'arregla per ser enviat al forat i protegir-lo matant a Gleason, a qui tenia un rencor des de fa temps.

## Repartiment
- Walter Huston com a Mark Brady
- Phillips Holmes com a Robert Graham
- Constance Cummings com Mary Brady
- Boris Karloff com a Ned Galloway
- DeWitt Jennings com a Yard Capità Gleason
- Mary Doran com a Gertrude Williams
- Ethel Wales com a Katie Ryan
- Clark Marshall com a dinar
- Arthur Hoyt com a Leonard Nettleford
- John St. Polis com el Dr. Rinewulf
- Paul Porcasi com a Tony Spelvin
- Otto Hoffman com a Jim Fales
- John Sheehan com a McManus

## Producció
The Criminal Code, basada en una exitosa obra de teatre de Martin Flavin.:118–119
The Criminal Code va ser adaptada per a la pantalla per Seton I. Miller i Fred Niblo, Jr., fill del director Fred Niblo. L'obra original de l'autori dramaturg nadiu de l'àrea de la badia de San Francisco Martin Flavin va ser produïda a Broadway el 1929 al Belasco Theatre. Boris Karloff, que va fer una bona actuació a l'obra teatral, és reformulat aquí com a Galloway. Aquesta pel·lícula va accelerar la seva carrera: tot i que va aparèixer en desenes de pel·lícules durant la dècada de 1920, la majoria havia estat en petits papers.
The Criminal Code va ser la primera de les quatre col·laboracions de Hawks amb Harry Cohn, les altres van ser Twentieth Century (1934), Només els àngels tenen ales (1939) i Lluna nova (1940). És l'única pel·lícula de Hawks amb Frank Fouce, que va produir només cinc pel·lícules, totes estrenadas el 1931. Hawks va treballar amb el guionista Seton Miller diverses vegades a finals dels anys vint i principis dels anys trenta. Aquesta és l'única ocasió que va treballar amb Niblo, Jr. El material d'emmagatzematge de la pel·lícula va ser utilitzat per Columbia a la Behind the Mask de l'any següent, que també comptava amb Cummings i Karloff, però amb diferents papers.

## Anàlisi
Encara que un dels primers talkie, The Criminal Code fa un ús sofisticat del so. L'intercurs és de vegades ràpid i Hawks utilitza la tècnica emergent del diàleg superposat.
Com altres pel·lícules de presons dels anys 30, com San Quentin (1937) i Each Dawn I Die (1939), The Criminal Code va animar els seus espectadors a qüestionar els sistemes legals i penals americans contemporanis.
Hawks explota el gènere de la presó per il·lustrar els temes de l'amistat masculina i del "grup com a força orgànica" sovint presents a les seves obres (cf. Només els àngels tenen ales,  Rio Bravo, 1959). Això és més evident en l'escena en què Brady comença el seu primer dia de feina com a alcaide, rebut per un pati de la presó ple d'homes que l'esbroncaven com si fossin un sol home. El vigilant (i la càmera) els miren des de la finestra de l'oficina.
Constance Cummings representa la típica dona Hawksiana, forta i estoica. Habita en un món masculí, però prefereix quedar-se a viure al centre penitenciari.

## Adaptacions

### Ràdio
The Criminal Code es va presentar a Philip Morris Playhouse el 2 de març de 1952. L'adaptació de 30 minuts va protagonitzar Dane Clark i l'estudiant de la Universitat de Minnesota Peggy Baskerville.

### Versions en llengües estrangeres
Una versió en castellà titulada El código penal va ser dirigida per Phil Rosen, protagonitzada per Barry Norton, María Alba i Carlos Villarías. Es va estrenar a la Ciutat de Mèxic el 19 de febrer de 1931, seguida de la seva estrena americana a San Juan, Puerto Rico, el 14 de març, i la inauguració de Nova York el 14 d'abril de 1931.
Una versió francesa titulada Criminel va ser produïda el 1932 per Forrester-Parent Productions i dirigida per Jack Forrester. És protagonitzat per Harry Baur i Jean Servais, i va fer ús de determinades escenes de la versió en anglès.

### Remakes
Columbia Pictures va tornar a fer la pel·lícula com a Penitentiary (1938). Va ser dirigit per John Brahm protagonitzat per Walter Connolly i John Howard.
La pel·lícula va ser refeta de nou per Columbia com Convicted (1950), dirigida per Henry Levin, i protagonitzada per Glenn Ford i Broderick Crawford.